# ボブ・キャセール
ボブ・キャセール（Bob Casale、1952年7月14日 - 2014年2月17日）は、アメリカ合衆国のギタリスト。ディーヴォのジェラルド・キャセールは兄であり、自身も「ボブ2号」として参加していた。